# Джонсон, Уильям Сэмюэл
Уи́льям Сэ́мюэл Джо́нсон (англ. William Samuel Johnson, 27 октября 1727 — 14 ноября 1819) — государственный деятель США, подписал конституцию США, был президентом Колумбийского университета.
Родился в Коннектикуте. Окончил Йельский университет (1744), там же получил магистерское звание (1747) и стал адвокатом. Во время войны за независимость занимал в родном штате разные должности. Колебался, какую сторону принять в конфликте. Наконец, решил стать миротворцем, что и пытался сделать во время войны. Затем был влиятельным делегатом Континентального конгресса. Сыграл важную роль и на Филадельфийском конвенте как председатель редакционной комиссии, которая составила окончательный текст документа. Способствовал ратификации конституции США в Коннектикуте, который позже представлял в Сенате США (1789—1791). Оставил политическую жизнь и стал президентом Колумбийского университета (1787—1800).